# REN21
La Red de Política de Energía Renovable para el Siglo XXI (en inglés: Renewable Energy Policy Network for the 21st Century), más conocida por su acrónimo REN21, es una organización fundada en 2004 de gobernanza multipartes y think tank que se interesa en las políticas de energía renovable.
Su secretaría tiene sede en París, capital de Francia, como una oficina de ONU Medio Ambiente y jurídicamente es una asociación sin fines de lucro registrada bajo la ley alemana. Hasta 2021 tiene más de 80 organizaciones miembros.

## Historia
REN21 se lanzó en junio de 2004 como resultado de la Conferencia Internacional de Energías Renovables inaugural, realizada en la ciudad alemana de Bonn.
Desde entonces el alemán Paul Suding fue el primer secretario ejecutivo y finalizó su mandato en 2006. Le sucedieron: su compatriota Virginia Sonntag-O'Brien (2008–2011), la austríaca Christine Lins (2011–2018) y la alemana Rana Adib (2018–).
La red incluye más de 80 miembros de: academias de ciencia, asociaciones de la industria, gobiernos nacionales, ONG y organizaciones internacionales.

## Fines
Su objetivo es facilitar el desarrollo de políticas, el intercambio de conocimientos y la acción conjunta hacia una rápida transición global hacia las energías renovables. Reúne a gobiernos, organizaciones no gubernamentales, instituciones académicas y de investigación, organizaciones internacionales y la industria para aprender unos de otros y avanzar en la adopción de energías renovables.
Para ayudar en la toma de decisiones políticas, REN21 brinda conocimiento sobre lo que está sucediendo ahora en el sector de las energías renovables y cómo las últimas tendencias afectarán los desarrollos futuros. Facilita la recogida de información sobre energías renovables y lo hace a través de seis productos: el Informe de estado global de energías renovables (GSR), informes de estado regionales, informes de futuros globales (GFR), informes temáticos, la Academia de Energías Renovables y la Conferencia Internacional de Energías Renovables (IREC).

## Publicaciones

### Informe sobre el estado global de las energías renovables en las ciudades (REC)

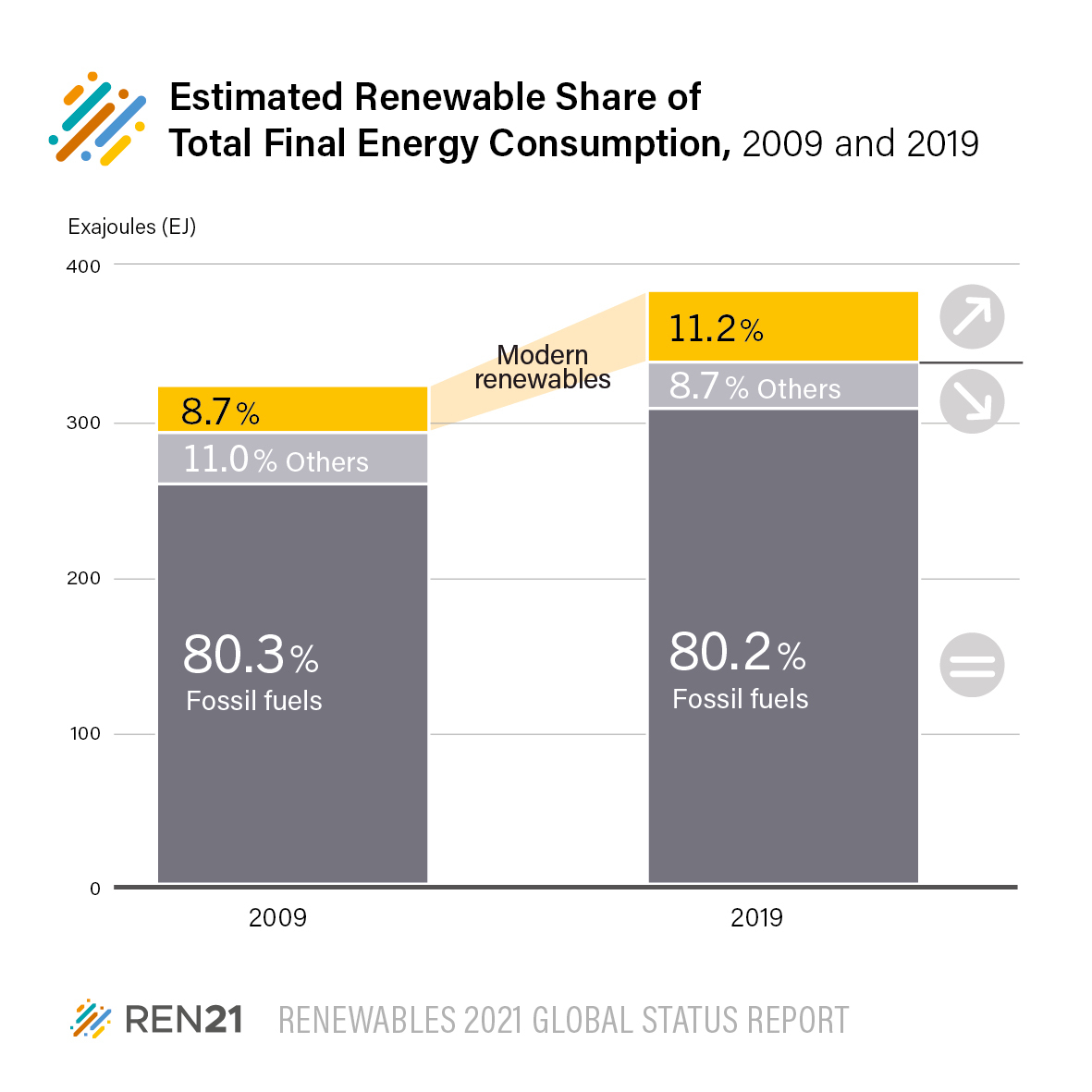
Si bien la proporción de energías renovables ha aumentado en la última década, la proporción de combustibles fósiles sigue siendo aproximadamente la misma (80,3 % en 2009, frente a 80,2 % en 2019). Además, la cantidad de energía que el mundo consume ha aumentado.

El Informe sobre el estado global de las energías renovables (GSR) es el informe al que se hace referencia con más frecuencia sobre el tema del mercado, la industria y las tendencias políticas de las energías renovables. Este informe anual, que se ha producido desde 2005, detalla el estado actual del despliegue de tecnologías renovables a nivel mundial, cubriendo el sector energético (electricidad, calefacción y refrigeración y transporte), informando sobre el desarrollo de políticas, la industria energética, la inversión y los mercados. El informe se basa en datos e información aportados por la red miembro de REN21 de más de 900 expertos e investigadores de todo el mundo y se somete a un proceso abierto de revisión por pares. El informe ilustra que, si bien la transformación en el sector eléctrico con energías renovables se está acelerando, se requieren medidas urgentes en calefacción, refrigeración y transporte.

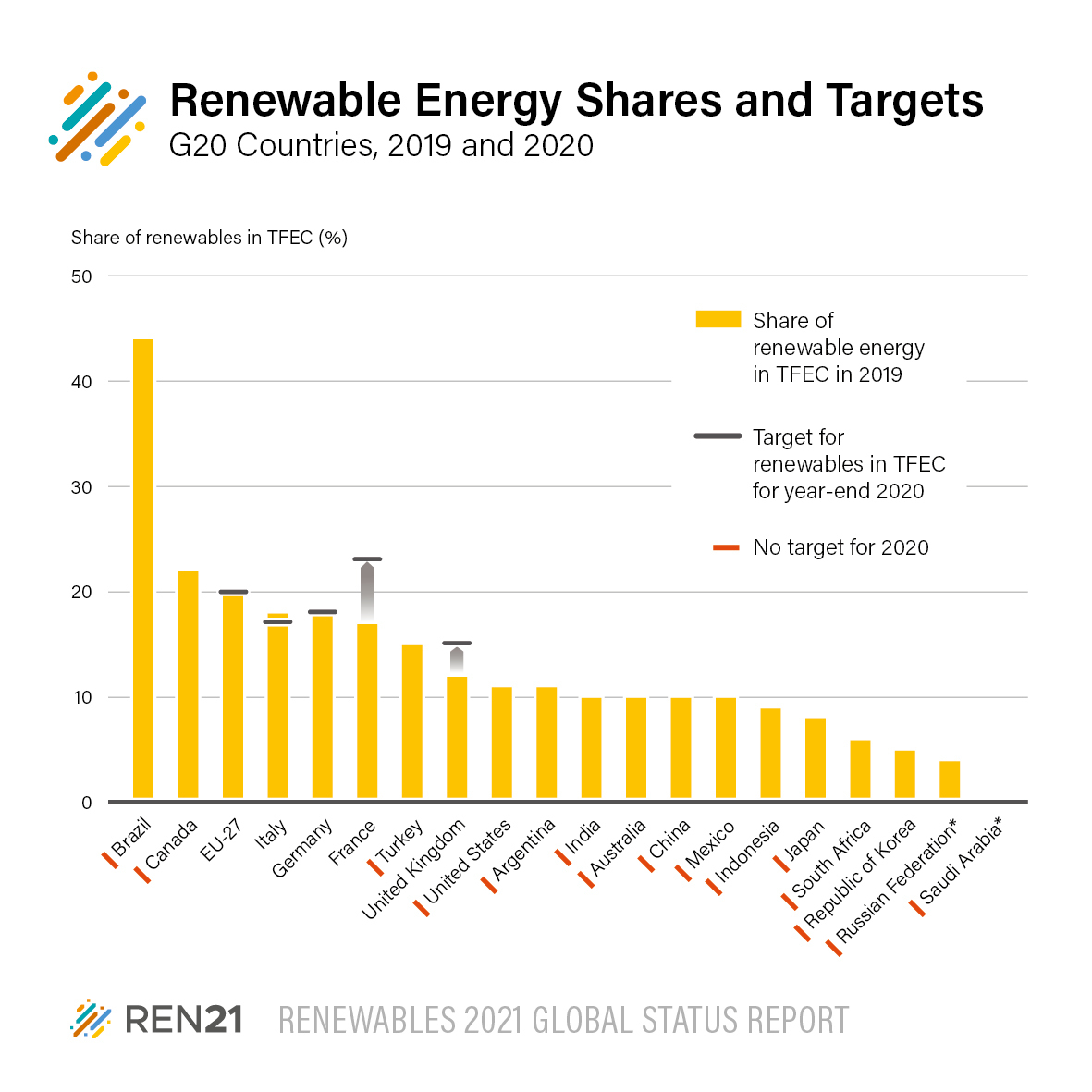
De todos los miembros del G20, solo 5 habían establecido objetivos para la proporción de energía renovable, y de esos, solo 3 estaban en camino de alcanzar esos objetivos (UE-27, Italia, Alemania)

El informe GSR de 2021 encontró que la proporción de combustibles fósiles no había cambiado en la última década, y los combustibles fósiles representaron el 80,3 % del uso total de energía final (TFEC, por sus siglas en inglés) en 2009 frente al 80,2 % en 2019. Además, el informe destacó que solo 5 países del G20 habían establecido objetivos para la proporción de energía renovable, con solo 3 en camino de alcanzar sus objetivos (UE-27, Alemania, Italia). Junto con estos hallazgos, la organización pidió que la energía renovable sea un indicador clave de rendimiento (KPI) en toda actividad económica. 
El informe GSR se complementa con un informe de perspectivas que presenta tendencias y desarrollos generales. Describe lo que está sucediendo para impulsar la transición a la energía renovable y detalla por qué no está sucediendo lo suficientemente rápido o lo más rápido posible. Este documento se basa ampliamente en los datos que se encuentran en el GSR. Está disponible en varios idiomas.

### Informes Regionales
La serie de informes de estado regional se centra en el progreso del despliegue de energía renovable en regiones específicas. Esta serie de informes fomenta y apoya la recopilación de datos regionales, así como la toma de decisiones informada. Los informes de estado regionales se han producido desde 2009 e incluyen: China (2009), India (2010), Medio Oriente y África del Norte ( MENA, 2009), la Comunidad Económica de los Estados de África Occidental ( ECOWAS, 2014), el Desarrollo de África Meridional ( SADC, 2015, 2018), la Comisión Económica para Europa de las Naciones Unidas ( UNECE, 2015, 2017) y la Comunidad de África Oriental (EAC, 2016).

### Foco temático
En su serie de informes Thematic Spotlight, REN21 analiza ciertos temas en profundidad. Los informes anteriores incluyen una publicación sobre políticas de minirredes, una descripción general de diez años de desarrollos de energía renovable, licitaciones y energía comunitaria en América Latina y el Caribe, una descripción general de las políticas de energía renovable en un momento de transición (producido con la AIE e IRENA ), así como una publicación sobre la descarbonización del transporte en el G20.

### Informe de futuros globales (GFR)
REN21 está desarrollando actualmente una serie de informes sobre el estado global de las energías renovables en las ciudades, que describirá los desarrollos y tendencias actuales de las energías renovables en las ciudades. Al ofrecer evidencia basada en hechos, el informe de las ciudades será una herramienta para que varias partes interesadas informen los marcos regulatorios, respalden los compromisos a nivel de la ciudad y faciliten una mejor integración multinivel para ayudar a dar forma al debate sobre la transición de las ciudades a la energía renovable. El segundo informe se publicó en 2021.

### Academia REN21
Para reunir a su comunidad de contribuyentes, REN21 lleva a cabo su Academia de Renovables. Estos eventos ofrecen un entorno para contribuir con nuevas ideas sobre temas centrales para la transformación de las energías renovables.
La primera Academia de Energías Renovables de REN21 se llevó a cabo en 2014, en Bonn, Alemania, con 150 participantes de 40 países. Las discusiones se centraron en identificar los impulsores de políticas necesarios para avanzar en una transición energética global y se llevaron a cabo durante cuatro sesiones plenarias y seis sesiones paralelas.
La segunda Academia de Energías Renovables tuvo lugar en 2018, en Berlín, Alemania, con más de 160 miembros de 80 países reunidos para discutir cómo acelerar la transformación energética. En 6 sesiones plenarias, 7 sesiones paralelas y 3 talleres, los participantes abordaron colectivamente temas complementarios como el calor, el transporte y los sistemas de energía 2.0.

## Conferencia Internacional de Energías Renovables (IREC)
Iniciado en la conferencia de energías renovables de 2004 en Bonn, IREC se lleva a cabo cada dos años, auspiciado por un gobierno nacional y convocado por REN21.
Los IREC se han llevado a cabo en los siguientes países: Beijing, China (BIREC, 2005); Washington, Estados Unidos (WIREC, 2008); Delhi, India (DIREC, 2010); Abu Dabi, Emiratos Árabes Unidos (ADIREC, 2013); Sudáfrica (SAIREC, 2015); y Ciudad de México, México (MEXIREC, 2017).

## Colaboraciones con otras instituciones
Un informe hermano del GSR es el Informe de Tendencias Globales en Inversión en Energía Renovable (GTR), producido por la Escuela de Frankfurt – Centro de Colaboración del PNUMA para el Clima y el Financiamiento de Energía Sostenible.
Colabora estrechamente con otras organizaciones intergubernamentales como la Agencia Internacional de la Energía (AIE), el Banco Mundial y la Agencia Internacional de las Energías Renovables (IRENA). Además, es socia del Marco de Seguimiento Global (GTF), que es convocado por la iniciativa Sustainable Energy for All (SEforALL)